# 会いにいく (GRAPEVINEの曲)
「会いにいく」（あいにいく）は、GRAPEVINEの14枚目のシングルである。2003年9月3日発売。

## 解説
- アルバム『another sky』から約10か月振りのリリース。西原が脱退してから3人体制で製作された初のシングルである。
- 本作からサポートベーシストとして、2001年の「GRAPEVINE Whitewood Tour 2001」にサポートメンバーで出演していた金戸覚が参加している。
- カップリング曲は田中と西川がそれぞれ作曲しており、シングルでメンバー全員の楽曲が収録されたのはこの作品が初である。

## 収録曲
1. 会いにいく（作詞:田中和将/作曲:亀井亨）
日本テレビ『TVおじゃマンボウ』エンディングテーマ。
PVは田口トモロヲ、麻生祐未、村上淳が出演するショートムービー仕立てになっており、メンバーがいるver.といないver.の2種類がある。
2. 太陽（作詞:田中和将/作曲:西川弘剛）
3. It was raining（作詞/作曲:田中和将）